# Anthony Highmore (konstnär)
Anthony Highmore, född 1719, död den 3 oktober 1799, var en engelsk tecknare.
Han är känd för fem vybilder av Hampton Court Palace, vilka alla fem blev gravyrer av John Tinney.
Anthony Highmore var den ende sonen till konstnären Joseph Highmore. Han var döv och vistades mestadels i Canterbury där han studerade teologi. Han gifte sig tidigt och hade femton barn. Bland dem märks juristen Anthony Highmore.